# Studienzentrum der EKD für Genderfragen in Kirche und Theologie

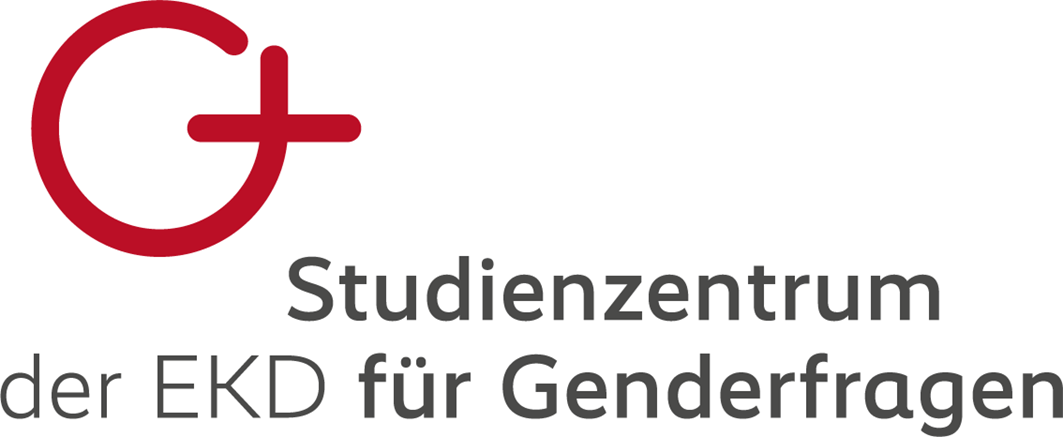
Logo

Das Studienzentrum der EKD für Genderfragen in Kirche und Theologie ist eine Einrichtung der Evangelischen Kirche in Deutschland (EKD). Es hat seinen Sitz im Friedrich-Karrenberg-Haus in Hannover.

## Geschichte
1989 setzte sich die Synode der EKD eine 40-prozentige Frauenquote für Leitungsgremien zum Ziel, um die patriarchal geprägten Strukturen in der Kirche aufzubrechen. Damit legte die Synode auch den Grundstein für ein Frauenstudien- und -bildungszentrum der EKD (FSBZ), das 1994 im hessischen Gelnhausen gegründet wurde und zum Comenius-Institut gehörte. Am 1. Januar 2013 ging aus dem FSBZ das Studienzentrum für Genderfragen in Kirche und Theologie hervor, das dem Kirchenamt der EKD direkt untersteht. 2014 zog das Studienzentrum nach Hannover und wurde am 7. April offiziell eröffnet.

## Ziele und Aufgaben
Das Studienzentrum der EKD für Genderfragen in Kirche und Theologie (SfG) ist ein wissenschaftliches Institut, dessen Aufgabe es ist, den Transfer von Themen und Erkenntnissen der Gender Studies in kirchliche Kontexte zu leisten. Dies erfolgt hauptsächlich durch eigene Forschung, Kooperationen mit akademischen, kirchlichen und gesellschaftlichen Akteuren sowie verschiedene Formen von Wissenschaftskommunikation. Die vorrangige Zielgruppe dieser Arbeit sind die kirchlichen Leitungspersonen, jedoch sollen sich grundsätzlich alle Interessierten über die Angebote des Studienzentrums, die Arbeitsschwerpunkte und die Positionierungen der evangelischen Kirche zu Genderthemen informieren können. Das SfG will zur Gestaltung einer Kirche beitragen, „in der die Vielfalt menschlicher Begabungen auf allen Ebenen unabhängig von Geschlechtsrollen und Geschlechtsidentitäten zum Tragen kommt“.
Das SfG erarbeitet den „Gleichstellungsatlas“, der Zahlen und Fakten zu den Geschlechterverhältnissen der evangelischen Kirchen in Deutschland aufbereitet, sowie thematische Ergänzungsbände (Ergänzungsband 1: Gleichstellung im geistlichen Amt, Ergänzungsband 2: Frauenwahlrecht in der Kirche) mit teilweise auch historischem/gesellschaftspolitischem Fokus. Aktuell wird der Ergänzungsband „Homosexualität und Kirche“ erarbeitet. Weitere aktuelle Themenschwerpunkte sind „Sprache – Kirche – Gender“ und „Kirche und Rechtspopulismus“ mit Fokus auf Genderaspekte. In naher Zukunft kommen Forschungsprojekte zu Männlichkeitskonzeptionen sowie zu Genderthemen in kirchlichem Bildungsmaterial hinzu. Das SfG führt wissenschaftliche Konferenzen durch, publiziert wissenschaftliche Sammelbände sowie populärwissenschaftliche Handreichungen und ist aktiv in der innerkirchlichen Wissensvermittlung.
Im Studienzentrum werden Genderforschungsansätze verschiedener Fach- und Forschungsgebiete  für die verschiedenen Handlungsfelder der Kirche exemplarisch ausgewertet und aufbereitet. Die Integration von Genderaspekten in das kirchliche Handeln soll auf diese Weise unterstützt werden. Die theologische Studienleitung sowie die Geschäftsführung hat seit 2020 die Theologin Ruth Heß inne. Sozialwissenschaftliche Studienleiterin ist die Soziologin Antje Buche.
Für das Studienzentrum mit zwei Studienleiterinnen, einer Stelle für Wissenschaftskommunikation und einer Stelle im Sekretariat stellt die EKD einen Etat von rund 170.000 Euro pro Jahr bereit.

## Kontroversen
Kritisiert wird das Zentrum von konservativer Seite. Schon der Aufbau der Vorgängereinrichtung war 1994 von Kritik evangelikaler Organisationen begleitet. Die Konferenz Bekennender Gemeinschaften in den Evangelischen Kirchen Deutschlands sah in dem Zentrum eine „bibel- und bekenntniswidrige Abkehr von der guten Schöpfungsordnung Gottes und dem christlichen Menschenbild“. Die Konsequenz, so ihr Vorsitzender Ulrich Rüß, sei eine Abkehr von Ehe und Familie als Leitbild christlicher Lebensform. Die „Ideologie des Genderismus“ leugne, dass Gott den Menschen als Mann oder Frau geschaffen habe.
Hingegen verwies Irmgard Schwaetzer, die Präses der EKD-Synode, auf die vielfältigen Erfolge des Frauenstudien- und -bildungszentrums in den Fragen der Geschlechtergerechtigkeit. Zur Eröffnung des Studienzentrums für Genderfragen sagte sie, dass „die ausgewogene Repräsenz der Geschlechter in Leitungspositionen von Kirche und Diakonie“ ein noch unerfülltes Ziel bleibe. Um für Frauen und Männer mit modernen Lebensentwürfen attraktiv zu sein, müssten auch die Strukturen der Leitungsämter verändert werden.